# Cañedo (Grado)
Cañedo (oficialmente en asturiano: Cañéu) es una entidad de población española del municipio de Grado, perteneciente a la comunidad autónoma del Principado de Asturias.

## Toponimia
El nombre del lugar puede encontrarse mencionado con las variantes Cañedo y Cañéu.

## Historia
A mediados del siglo XIX, el lugar, ya por entonces perteneciente a la parroquia de Pereda y al ayuntamiento de Grado, tenía contabilizada una población de 130 habitantes. Aparece descrito en el quinto volumen del Diccionario geográfico-estadístico-histórico de España y sus posesiones de Ultramar de Pascual Madoz de la siguiente manera:

CAÑEDO: l. en la prov. de Oviedo, ayunt. de Grado y felig. de San Martin de Pereda (V.). pobl.: 30 vec. y 130 almas.
(Madoz, 1846, p. 489)

En 2023, la entidad singular de población de Cañéu tenía empadronados 19 habitantes.